# Neumilkau (Waldheim)
Neumilkau ist ein Ortsteil der Ortschaft Reinsdorf der Stadt Waldheim im sächsischen Landkreis Mittelsachsen.
Die Häuslerzeile, die seit jeher in der Flur Reinsdorf liegt kann von Norden her aus Reinsdorf angefahren werden. Reinsdorf liegt rund 500 m nördlich. Damit befindet sich der Ort in der Mitte des Dreiecks Chemnitz-Dresden-Leipzig zirka 3 km südwestlich von Waldheim und südlich von Hartha. Direkt südlich der kleinen Ortslage verläuft die Bahnstrecke Riesa–Chemnitz.
Die Geschichte des Ortes geht mindestens auf das Jahr 1791 zurück als der Ort Neu Milckau als zum Rittergut Kriebstein gehörte. Auch 1875 ist der Ort erwähnt. Eine eigenständige Einwohnerzahl wurde nur zum 1. Dezember 1880 ermittelt: Damals lebten 52 Personen in 10 Häusern.

## Belege
1. ↑  Milkau, Neu- (2) – HOV | ISGV. Abgerufen am 27. März 2024.
2. ↑  Saxony (Kingdom) Statistisches Landesamt: Alphabetisches Verzeichniss der im Königreiche Sachsen belegenen Stadt- und Landgemeinden: mit den zubehörigen, besonders benannten Wohnplätzen ... : nebst alphabetischem Register. C. Heinrich, 1884 (google.com [abgerufen am 27. März 2024] Fundstelle 2).